# Bedekovčina
Bedekovčina – wieś w Chorwacji, w żupanii krapińsko-zagorskiej, siedziba gminy Bedekovčina. W 2011 roku liczyła 3400 mieszkańców.
Jest położona w Hrvatskim zagorju, nad rzeką Krapiną, 10 km na północny wschód od Zaboka. Dzieli się na dwie części: Donją i Gornją Bedekovčinę. Przebiegają przez nią droga i linia kolejowa z Zagrzebia do Varaždinu. Miejscowa gospodarka oparta jest na przemyśle budowlanym, ceramicznym, drzewnym i maszynowym oraz usługach.
Nazwa wsi pochodzi od rodu Bedekoviciów Komorskich. Obszar ten był w jego władaniu od 1267 roku z nadania Beli IV. W 1750 roku Nikola Bedeković wzniósł w Gornjej Bedekovčinie zamek. W 1886 roku wieś uzyskała dostęp do sieci kolejowej. Pod koniec XIX wieku nastąpił rozwój przemysłu.
Na terenie wsi znajdują się przykłady architektury baroku.